# 906

## Decese
- 27 februarie: Conrad, duce de Thuringia din 892 (n. ?)